# Sodoku
Sodoku är en sjukdom som orsakas av bakterien Spirillum minus eller Streptobacillus moniliformis. Sjukdomen överförs till människor via rått- eller musbett, samt via hantering av gnagare som bär på sjukdomen eller genom mat eller dryck som är smittad med någon av nämnda bakterier. Ger symptom såsom ledvärk, feber och hudrodnader ett antal dagar efter infektion. Antibiotika såsom penicillin används vid behandling. Om tillståndet inte behandlas kan allvarliga komplikationer uppstå, såsom infektioner i hjärta, hjärna eller lungor, samt bildning av varbölder på invärtes organ.